# Rivière MacDonald
La Rivière MacDonald est un angle droit, Affluent de la Rivière aux Rochers dans la région administrative de la Côte-Nord, dans la province canadienne de Québec.
La Rivière MacDonald traverse la MRC de Sept-Rivières en direction du sud. Son origine est au sud du Lac du Nord-Est et finit par se jeter dans la Rivière aux Rochers au sud du Lac Walker. La Rivière MacDonald a une longueur d'environ 100 km.
La Rivière a été nommée d'après Ian MacDonald.